# Anassandra
Anassandra (in greco antico: Ἀναξάνδρα?; III secolo a.C. – III secolo a.C.) è stata una pittrice greca antica attiva attorno al 220 a.C. circa.

## Biografia
Figlia e allieva di Nealce, si sa che lavorò per gli stessi committenti del padre ma non sono note sue opere. Clemente Alessandrino la cita nel proprio Stromateis riferendo come fonte un'opera di Didimo Calcentero.
Le è stato dedicato il cratere Anaxandra su Venere.